# Домичела
Домичела (итал. Domicella) је насеље у Италији у округу Авелино, региону Кампанија.
Према процени из 2011. у насељу је живело 1032 становника. Насеље се налази на надморској висини од 208 м.

## Становништво
| 1951. | 1961. | 1971. | 1981. | 1991. | 2001. | 2011. |
| ----- | ----- | ----- | ----- | ----- | ----- | ----- |
| 1.727 | 1.805 | 1.566 | 1.406 | 1.410 | 1.561 | 1.873 |